# La Cerise d'hiver
Pour plus de détails, voir Fiche technique et Distribution.
La Cerise d’hiver (Зимняя вишня) est un film soviétique réalisé par Igor Maslennikov, sorti en 1985,.

## Fiche technique
- Réalisation : Igor Maslennikov
- Photographie : Youri Veksler, Vladimir Bryliakov
- Musique : Vladimir Dachkevitch
- Décors : Bella Manevitch-Kaplan, Natalia Kotchergina
- Montage : Zinaïda Chorokhova, Lioudmila Obrazoumova

## Distribution
- Elena Safonova : Olga
- Nina Rouslanova
- Larissa Oudovitchenko
- Vitali Solomine
- Alexandre Lenkov